# Stazione di Fidene
La stazione di Fidene è una fermata ferroviaria di Roma situata sulla linea per Firenze.
È servita dai treni della linea FL1 e FL3.
Serve i quartieri: Colle Salario, Fidene, Porta di Roma, Castel Giubileo.

## Storia
La fermata di Fidene venne attivata con l'orario estivo del 1995.

## Movimento
La tipica offerta nelle ore di punta nei giorni lavorativi è di un treno ogni 15 minuti per la Stazione di Fiumicino Aeroporto e la Stazione di Fara Sabina-Montelibretti, un treno ogni 30 minuti per la Stazione di Poggio Mirteto e un treno ogni ora per la Stazione di Orte. 
Nei giorni festivi le frequenze sono dimezzate (il sabato e la domenica esiste una pausa oraria, dalla Stazione Roma Tiburtina alla Stazione di Orte e viceversa di 3 ore tra le 10:00 e le 13:00).
La tipica offerta della FL3 (tratta Stazione di Monterotondo-Mentana - Stazione di Cesano di Roma, Stazione di Bracciano e Stazione di Viterbo Porta Romana è di un treno ogni 30 minuti dalle 06:22 (prima corsa) alle 08:22. Il servizio riprende, poi, alle ore 17:07 e alle ore 18:07 fornendo solo due treni in fascia pomeridiana. Il servizio non è attivo nei giorni festivi e il sabato.

## Interscambi
- Fermata autobus ATAC: 334, 336, 341